# Indiana World War Memorial Plaza
Indiana World War Memorial Plaza is een ruim plein in Indianapolis, Indiana. Het werd in 1919 gebouwd als locatie voor het hoofdkwartier van het Amerikaanse Legioen en herdenkingsplaats voor veteranen van zowel de staat Indiana als de Verenigde Staten. Aan de noordzijde van de plaza is het American Legion Mall gelegen. Direct ten zuiden hiervan ligt het Veterans Memorial Plaza met de obelisk.
Het centrale deel omvat het Indiana World War Memorial, gebouwd naar het ontwerp van het mausoleum van Halicarnassus. In het gebouw is een militair museum.
Het Indiana World War Memorial Plaza Historic District is een federaal historic district sinds 1994, en een National Historic Landmark.